# Work Hard – Play Hard
Work Hard – Play Hard ist ein deutscher Dokumentarfilm der Regisseurin Carmen Losmann aus dem Jahr 2011. Er beschäftigt sich mit den neuen Formen der Arbeitsorganisation und Methoden des Personalmanagements.

## Handlung
Der Film beginnt mit (nachgestellten) Beratungen von Behnisch Architekten und Beratern des Quickborner Teams zum Neubau der Unilever-D-A-CH-Zentrale in Hamburg. Die nächste Sequenz, die die dortige Umsetzung des Desksharings dokumentiert, wurde im Accenture-Campus Kronberg aufgezeichnet. Beide Sequenzen thematisieren vor allem die Arbeitsumgebung und die baulichen Gegebenheiten. Sie stehen jeweils für sich.
Danach folgt ein Wechselspiel zwischen verschiedenen Orten, zwischen denen der Film hin und her springt: Ein Assessment-Center im Sales Marketing bei Schott Solar, ein Outdoor Training für ein Team in der Lüneburger Heide, eine Szene kollegialer Beratung von Towers Watson-Unternehmensberatern, ein Bereichsmeeting bei Kienbaum, eine Versammlung der internen Change Agents im DHL-Projekt LEAN sowie eine SAP-Software-Präsentation für Talentmanagement bei Endress+Hauser. Die dokumentierten Gespräche werden punktuell durch interviewartige Monologe unterbrochen.

## Hintergrund
Der Film ist vollständig mit Originaltönen unterlegt und arbeitet ohne Sprechertexte oder Kommentare aus dem Off. Nur in einigen wenigen Szenen sind im Hintergrund subtil bedrohliche Klänge zu hören. Visuell ist er durch lange, ruhige Kameraeinstellungen und -fahrten im Breitwandformat gestaltet.
Die filmische Arbeit von Carmen Losmann ist durch Harun Farocki beeinflusst, der mit seinem 2012 gezeigten Film Ein neues Produkt ebenfalls bei Unilever drehte.

## Kritiken
Der Film wurde in der überregionalen Presse – Süddeutsche Zeitung, Der Tagesspiegel, FAZ, TAZ Jungle World – und in der Fachpresse positiv aufgenommen.

„Hellsichtiger Dokumentarfilm über die schleichenden Veränderungen in der modernen Arbeitswelt, die im Gefolge der Digitalisierung und unter dem Vorzeichen flacher Hierarchien zum Verlust der Privatsphäre und einer Nivellierung der Grenze zwischen Arbeit und Freizeit tendieren. Mit analytischer Schärfe, aber ohne wertenden Kommentar beschreibt der visuell bestechende Film, wie sich moderne Büroarchitektur, Managementmoden und Personalführung in der Leitidee einer permanenten Selbstoptimierung vereinen. Eine bedrängende Innenperspektive auf die New Economy und ihre immer raffinierteren Methoden, die ‚Humane Resources‘ auszubeuten.“

## Auszeichnungen
- 2011: Dokumentarfilmfestival Kassel: Goldener Schlüssel
- 2011: Internationales Leipziger Festival für Dokumentar- und Animationsfilm – FIPRESCI-Preis, Preis der Ökumenischen Jury, Healthy Workplaces Award
- 2012: Jury der Evangelischen Filmarbeit: Film des Monats April 2012[14]
- 2012: Deutsche Film- und Medienbewertung (FBW): Prädikat besonders wertvoll
- 2012: Documentary Edge Festival in Neuseeland: Lobende Erwähnung im Bereich „Best Future Watch“
- 2014: Grimme-Preis[15]

## Das Buch zum Film
- Eva Bockenheimer/Carmen Losmann/Stephan Siemens: Work Hard Play Hard. Das Buch zum Film. Schüren-Verlag, Marburg 2013, ISBN 978-3-89472-852-6.